# Stanisław Dąbek

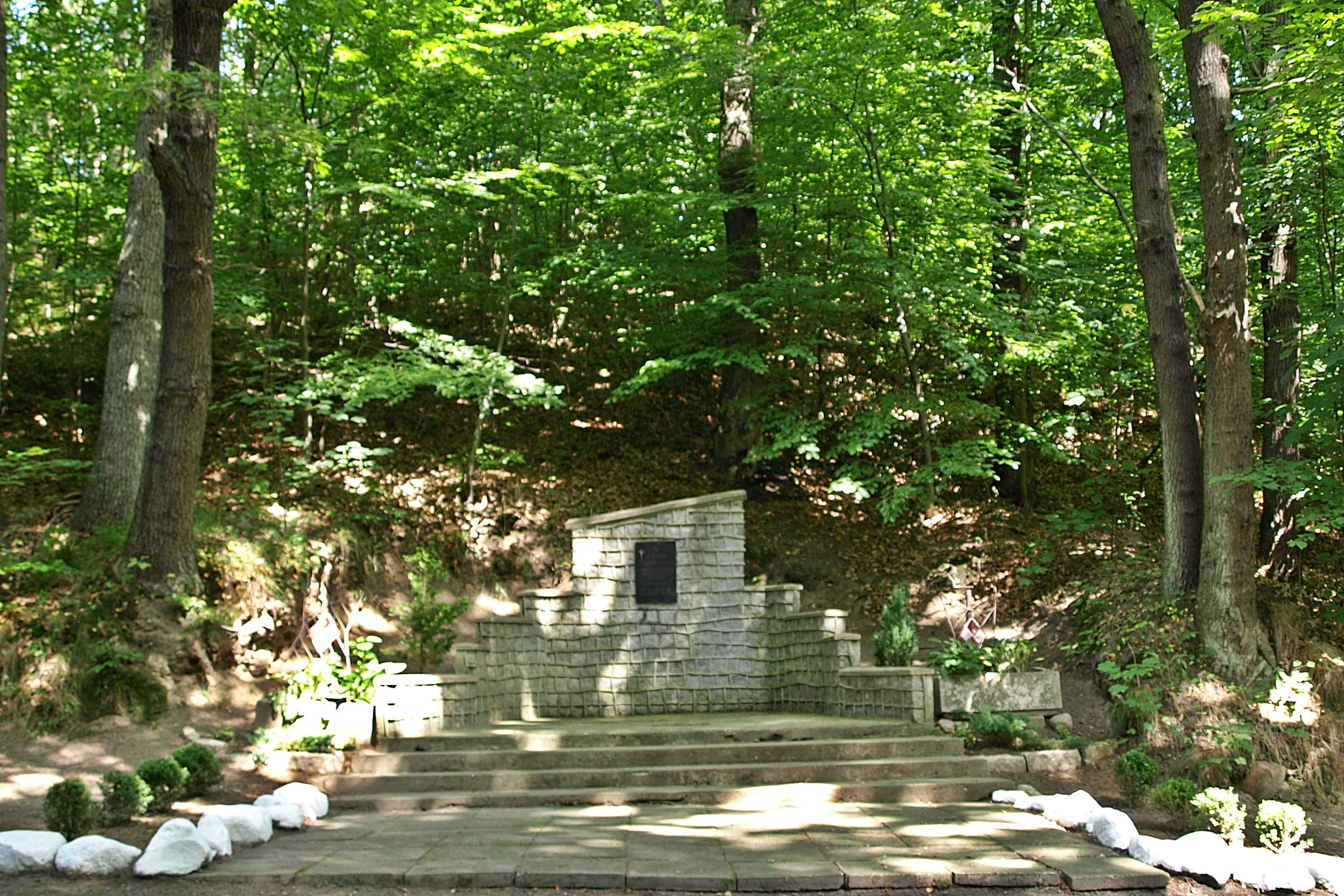
Pomnik w miejscu wojennego pochówku płk. Stanisława Dąbka – Gdynia Babie Doły

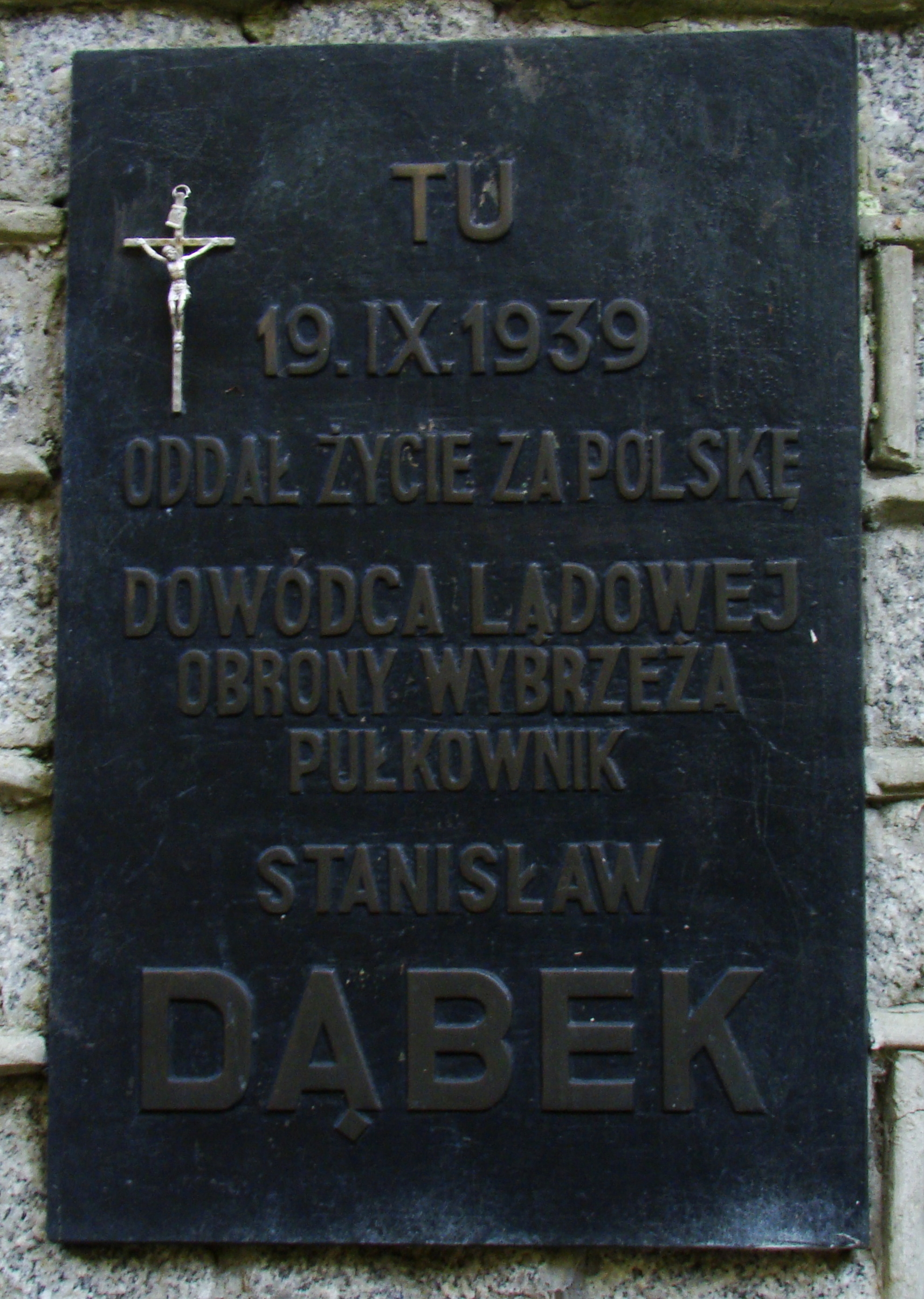
Tablica z pomnika płk. Stanisława Dąbka – Gdynia Babie Doły

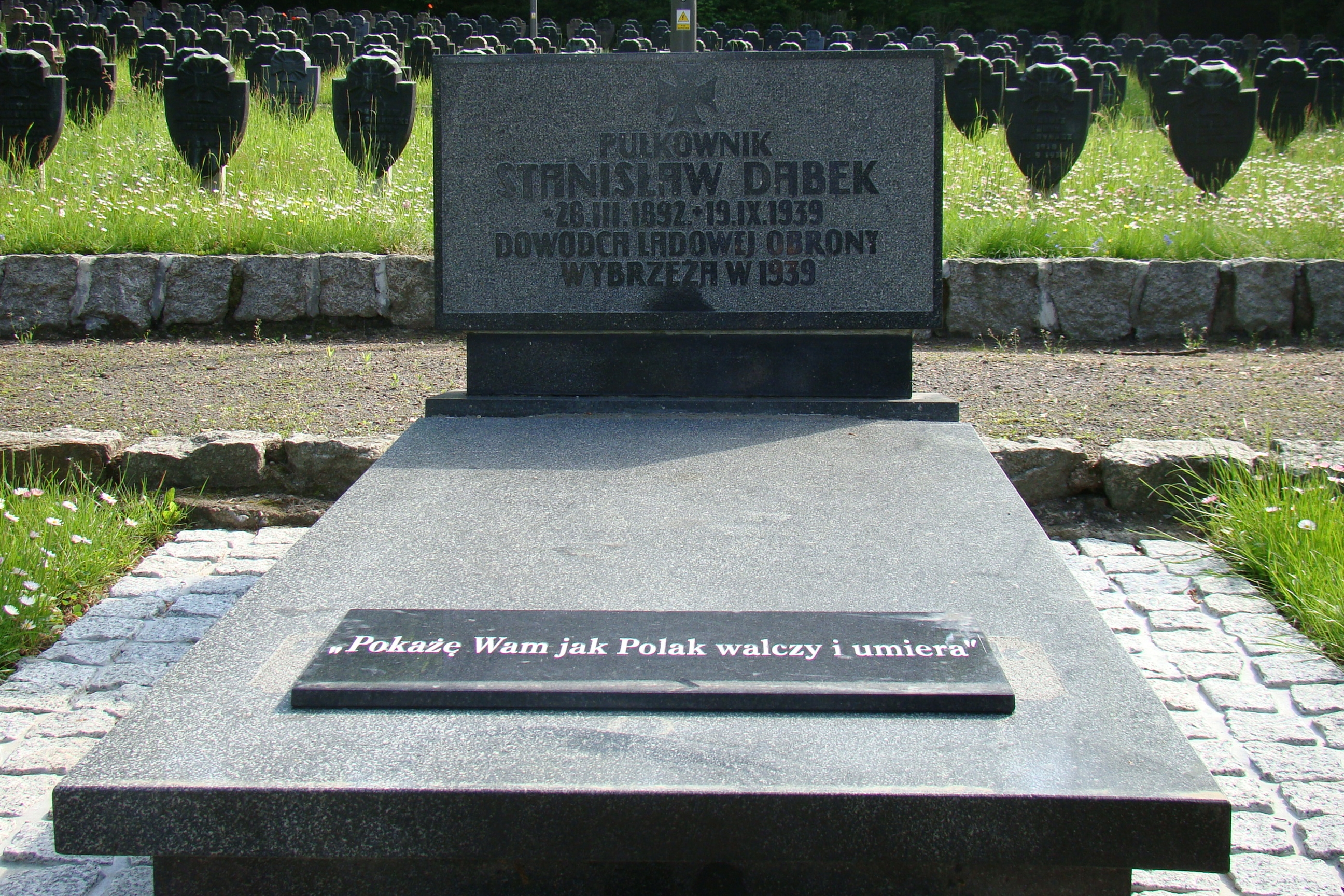
Pomnik na grobie pułkownika Stanisława Dąbka z odnowionym epitafium – Cmentarz Obrońców Wybrzeża, Gdynia Redłowo

Stanisław Dąbek (ur. 28 marca 1892 w Nisku, zm. 19 września 1939 na Kępie Oksywskiej) – pułkownik piechoty Wojska Polskiego, działacz niepodległościowy, dwukrotny kawaler Orderu Virtuti Militari, dowódca Morskiej Brygady Obrony Narodowej i p.o. dowódcy Lądowej Obrony Wybrzeża podczas kampanii wrześniowej; pośmiertnie awansowany na stopień generała brygady.

## Życiorys
Urodził się w rodzinie chłopskiej, jako jeden z sześciorga dzieci w rodzinie Szczepana i Rozalii z Powęskich. W 1900 roku ojciec Stanisława nabył gospodarstwo w miejscowości Felsendorf. W marcu 1939 roku nazwa miejscowości została zmieniona na Dąbków. Naukę mały Staś rozpoczął w Nisku, gdzie w latach 1901–1905 uczęszczał do 4 klasowej szkoły powszechnej. W kolejnych latach ukończył 5 i 6 klasę szkoły wydziałowej w Lubaczowie. Kolejnym etapem edukacji była nauka w seminarium nauczycielskim w Sokalu, które ukończył w 1913 roku egzaminem dojrzałości. W latach 1911–1913 należał organizacji niepodległościowej „Drużyny Zarzewieckie" w Sokalu. Po ukończeniu seminarium pracował jako nauczyciel w powiecie Bóbrka, w województwie lwowskim.
W związku z wybuchem I wojny światowej w sierpniu 1914 roku powołano go do służby w piechocie armii Austro-Węgier, jako jednorocznego ochotnika, a następnie skierowano do szkoły dla oficerów rezerwy w miejscowości Belzinek k. Pilska na Morawach. Po ukończeniu Szkoły Oficerów Rezerwy otrzymał stopień podporucznika i został wysłany na front. W 1915 roku podczas walk w Karpatach został ciężko ranny w obie nogi. Po rehabilitacji walczył we Włoszech do końca wojny.
Pod koniec 1918 roku wstąpił do Wojska Polskiego. Wziął udział w wojnie z Ukraińcami (podczas której przyczynił się do obrony Lubaczowa, za co otrzymał honorowe obywatelstwo tego miasta) oraz z bolszewikami, a za męstwo wykazane podczas walk odznaczony został dwukrotnie Krzyżem Walecznych. 15 września 1920 roku został zatwierdzony z dniem 1 kwietnia 1920 roku w stopniu majora, w piechocie, w grupie oficerów byłej armii austriacko-węgierskiej.
Był kolejno dowódcą II batalionu 14 pułku piechoty oraz w 8 i 7 pułku piechoty Legionów. 3 maja 1922 roku został zweryfikowany w stopniu majora.
1 grudnia 1924 roku został awansowany na podpułkownika. Z dniem 1 maja 1925 roku został odkomenderowany na trzy miesiące z 8 do 7 pułku piechoty Legionów, w celu „czasowego pełnienia obowiązków dowódcy pułku w zastępstwie”. 11 marca 1926 roku został przesunięty ze stanowiska dowódcy I batalionu na stanowisko zastępcy dowódcy 7 pp Leg. w Chełmie. Od 3 lutego 1928 roku był słuchaczem III unifikacyjnego trzymiesięcznego kursu dowódców pułków w Doświadczalnym Centrum Wyszkolenia w Rembertowie. W 1928 roku wyznaczony został na stanowisko komendanta Szkoły Podchorążych Rezerwy Piechoty Nr 4 w Tomaszowie Mazowieckim. Od 1929 do 1930 pełnił funkcję komendanta Szkoły Podchorążych Rezerwy Piechoty w Zambrowie. Z dniem 15 lipca 1930 roku został wyznaczony na stanowisko dowódcy 7 pułku piechoty Legionów w Chełmie. 10 grudnia 1931 roku otrzymał awans na pułkownika ze starszeństwem z 1 stycznia 1932 roku i 9. lokatą w korpusie oficerów piechoty. Jako dowódca pułku wdał się w spór z inspektorem armii gen. Dąb-Biernackim, występując przeciwko faworyzowaniu żołnierzy o przeszłości legionowej. W wyniku tego w 1937 roku został przeniesiony i objął dowództwo 52 pułku piechoty Strzelców Kresowych w Złoczowie.
Honorowy Obywatel Lubaczowa (1929). W 1937 roku otrzymał tytuły honorowego obywatelstwa czterech zbiorowych gmin wokół Lubaczowa.
W przededniu II wojny światowej, 23 lipca 1939 roku został wyznaczony dowódcą Morskiej Brygady Obrony Narodowej i p.o. dowódcą Lądowej Obrony Wybrzeża. Jako osoba o wielkiej pracowitości i dużej inwencji organizacyjnej podjął aktywne prace nad umocnieniem pozycji obronnych i wzmocnieniem uzbrojenia podległych mu jednostek. W wyniku jego działalności stan liczebny polskich oddziałów w rejonie Gdyni wzrósł z 5 tys. do 15-18 tys. ludzi. Postawione LOW zadania przewidywały utrzymanie przez 3 dni przedpola Gdyni, a następnie 7-dniową obronę Kępy Oksywskiej jako ostatniego bastionu obrony. Podczas kampanii wrześniowej płk Dąbek dowodził aktywnie całością sił lądowych zgromadzonych wokół Gdyni, organizując wypady zaczepne. W nocy 1/2 i 3/4 września zaatakował nieprzyjaciela w rejonie Gdynia-Kolibki-Osowa, usuwając jego nacisk z kierunku południowego, a 6/7 i 7/8 września zarządził atak na osi Nowy Dwór Wejherowski – Wejherowo. Planowane na 12 września przeciwnatarcie 3 batalionów na osi Zagórze – Reda, mające na celu odrzucenie sił nieprzyjaciela na północ i rozdzielenie jego sił, na skutek błędów w realizacji postawionych zadań zakończyły się fiaskiem. Wobec przeważających sił Wehrmachtu i odcięcia wojsk polskich na Wybrzeżu od pozostałej części kraju Dąbek podjął decyzję o ewakuacji pozostałych w jego ręku sił (9-10 tys. osób) na Kępę Oksywską. Wieczorem 19 września 1939 roku w rejonie Babich Dołów, w obliczu nieuchronnej klęski, odebrał sobie życie strzałem w głowę, nakazując zarazem niezwłoczne zaprzestanie walki po jego śmierci. Skromną uroczystość pogrzebową, po której pułkownik został pochowany w grobie w okolicach Zakładu Kwarantannowego, poprowadził ks. kmdr ppor. Władysław Miegoń – pierwszy kapelan Marynarki Wojennej. W dniu 23 października 1946 roku na „cmentarzu Babi Dół” odbyły się ekshumacje, m.in. płk. Dąbka. Natomiast 30 października 1946 roku odbył się uroczysty pogrzeb dowódcy Lądowej Obrony Wybrzeża oraz jego sześciu współtowarzyszy broni. W dniu 30 sierpnia 1957 roku na grobie pułkownika Dąbka na Cmentarzu Obrońców Wybrzeża w Redłowie została odsłonięta płyta nagrobna z wyrytymi słowami „Pokażę Wam jak Polak walczy i umiera”. Dla upamiętnienia miejsca śmierci pułkownika w dniu 19 września 1974 roku w Babich Dołach została odsłonięta tablica pamiątkowa. W uroczystości tej uczestniczyła żona pułkownika, Irena Dąbek. Tablicę wykonała Odlewnia Stoczni Marynarki Wojennej. Miejsce to nie jest ogólnie dostępne, gdyż znajduje się na terenie 43 Bazy Lotnictwa Morskiego.
Pułkownik Stanisław Dąbek został pośmiertnie awansowany na stopień generała brygady. Po raz pierwszy przez Naczelnego Wodza, gen. broni Władysława Andersa ze starszeństwem z 1 stycznia 1964 roku. Po raz drugi w 1969 roku przez Prezydenta RP na Uchodźstwie, Augusta Zaleskiego. Prezydent RP Lech Wałęsa w swoim Postanowieniu z dnia 4 czerwca 1993 roku w sprawie uznania stopni wojskowych nadanych przez władze Rzeczypospolitej na Uchodźstwie uznał stopień generała brygady, nadany pośmiertnie przez Naczelnego Wodza.

## Awanse
- podporucznik
- porucznik
- kapitan
- major – zatwierdzony 1 kwietnia 1920 w piechocie, w grupie oficerów byłej armii austro-węgierskiej[9]. 3 maja 1922 roku został zweryfikowany w stopniu majora ze starszeństwem z dniem 1 czerwca 1919 roku i 378. lokatą w korpusie oficerów piechoty[10].
- podpułkownik – 1 grudnia 1924 ze starszeństwem z dniem 15 sierpnia 1924 roku i 100. lokatą w korpusie oficerów piechoty[11].
- pułkownik – ze starszeństwem z dniem 1 stycznia 1932 roku i 9. lokatą w korpusie oficerów piechoty[19].
- generał brygady – 1964 (pośmiertnie)

## Ordery i odznaczenia
- Order Krzyża Grunwaldu II klasy – pośmiertnie[27]
- Krzyż Złoty Orderu Wojennego Virtuti Militari nr 111[28]
- Krzyż Srebrny Orderu Wojskowego Virtuti Militari nr 4616 – 1921[29][2]
- Krzyż Niepodległości – 29 grudnia 1933[30][6]
- Krzyż Oficerski Orderu Odrodzenia Polski – 11 listopada 1937[31][32][33]
- Krzyż Walecznych dwukrotnie, po raz pierwszy w 1921[34][35][6]
- Złoty Krzyż Zasługi – 10 listopada 1928[36][6][37]
- Medal Pamiątkowy za Wojnę 1918–1921[6]
- Medal Dziesięciolecia Odzyskanej Niepodległości[6]
- Odznaka pamiątkowa 12 pułku artylerii lekkiej – 1938[38]
- Medal Wojskowy (Wielka Brytania, 1930)[39]

## Upamiętnienie
Stanisław Dąbek jest patronem:
- 143 Gdyńskiej Drużyny Harcerzy „Dąbrowa” (ZHR)
- V Licem Ogólnokształcącego w Gdyni
- Szkoły Podstawowej w Sychowie
- Publicznej Szkoły Podstawowej nr 1 w Nisku (w 2015 roku nastąpiła zmiana patrona z pułkownika na Generała Stanisława Dąbka)[40]
- Szkoły Podstawowej z Oddziałami Integracyjnymi nr 10 w Tczewie
- Szkoły Podstawowej nr 1 w Lubaczowie (w 2003 roku szkoła zmieniła patrona z pułkownika na Generała Stanisława Dąbka)
- Komendy Portu Wojennego w Gdyni[41]
- Centrum Edukacji Zawodowej w Stalowej Woli
- Szkoły Podstawowej nr 31 w Gdańsku (od 2002 r. Gimnazjum nr 25)[42]

Miasta gdzie istnieją ulice im. pułkownika Stanisława Dąbka: Bielsko-Biała, Bolesławiec, Częstochowa, Elbląg, Gdańsk, Gdynia, Kielce, Koszalin, Kraków, Lubaczów, Nisko, Pruszcz Gdański, Reda, Rumia, Starogard Gdański, Tarnów, Warszawa, Wejherowo, Władysławowo, Wrocław, Zabrze.
W 1969 roku stocznia im. Komuny Paryskiej w Gdyni zbudowała drobnicowiec, któremu w dniu 30.08.1969 roku nadano imię „Pułkownik Dąbek”. Statek był eksploatowany przez Polskie Linie Oceaniczne w latach od 1970 do 1992 roku.
We wrześniu 1984 Poczta Polska wyemitowała znaczek pocztowy nr 2786 – Obrona Kępy Oksywskiej; płk. Stanisław Dąbek. Był to pierwszy z 17 znaczków z serii Wojna Obronna 1939.
W 1989 roku Mennica Państwowa wprowadziła do obiegu medal wybity w tombaku przedstawiający pułkownika Dąbka oraz Lądową Obronę Wybrzeża. Został on wykonany według projektu Zbigniewa Kotyłło, w dwóch wersjach: patynowany oraz srebrzony i oksydowany. Medal wyemitowało Towarzystwo Wiedzy Obronnej w ramach serii „Wybitni wodzowie i dowódcy w historii oręża polskiego”.
O pułkowniku Dąbku i jego żołnierzach zrealizowany został również film (dokument fabularyzowany), wyprodukowany w 2009 przez Telewizję Polską; autor scenariusza i reżyser Bartosz Paduch. W rolę głównego bohatera wcielił się aktor Teatru Miejskiego w Gdyni Bogdan Smagacki.
W 75 rocznicę śmierci pułkownika Dąbka ukazała się na rynku wydawniczym biografia dowódcy Lądowej Obrony Wybrzeża autorstwa dr. Zygmunta Kubraka pod tytułem „Generał Stanisław Dąbek”.
6 grudnia 2022 roku w Lubaczowie w województwie podkarpackim (na skwerze u zbiegu ulic Marii Konopnickiej i Unii Lubelskiej) uroczyście odsłonięto pomnik generała Stanisława Dąbka.